# Mmanoko
Mmanoko é uma vila localizada no distrito Kweneng em Botswana. Possuía, em 2011, uma população estimada de 932 habitantes.